# Rossia Segodnia
Ne doit pas être confondu avec RT (chaîne de télévision).
Rossia Segodnia (en russe : Россия сегодня [rɐˈsʲijə sʲɪˈvodʲnʲə] ; en français « Russie d’aujourd'hui ») est le nom de l'organisme de communication officiel de la Russie à l'international créé par un décret du président Vladimir Poutine le 9 décembre 2013. Elle regroupe l'agence de presse RIA Novosti et la radio La Voix de la Russie (anciennement radio Moscou). 
Son directeur général est Dmitri Kisselev. Bien que la traduction de Rossia Segodnia en anglais soit Russia Today, la direction de RT affirme qu'il n'y a aucun lien entre les deux réseaux.
Selon le vice-président du gouvernement Sergueï Ivanov, Rossia Segodnia a été créée pour réduire les dépenses dans les médias russes. Cependant, pour les journaux européens il s'agirait d'un coup de Poutine pour présenter une image plus favorable de la Russie.

## Organisation et lignes directrices
L'agence Novosti avait été créée deux jours après l'invasion de l'Union soviétique par l'Allemagne nazie, en juin 1941. Elle a été considérée comme un des rouages de la propagande stalinienne dans les années 1950. 
Sa réorganisation par un décret du 9 décembre 2013, en ce nouvel ensemble Rossia Segodnia est analysée par certains journalistes occidentaux comme une reprise en main des médias par Vladimir Poutine.
Pour diriger  Rossia Segodnia, Vladimir Poutine a désigné Dmitri Kisselev. La directrice de la chaîne d'information russe RT, Margarita Simonian, a été nommée rédactrice en chef.
Des conseillers du président Poutine ont expliqué ce changement  par la nécessité de faire des économies et de rendre l'information publique plus efficace. Les objectifs sont aussi de soutenir dans les médias les intérêts russes à l'étranger et de mieux participer à une image positive de la Russie. 
Le 10 novembre 2014, Rossia Segodnia a lancé la plate-forme multimédia Sputnik, dont la composante audio, Radio Sputnik, a remplacé La Voix de la Russie. Sur le territoire de la Russie, Rossia Segodnia continue à utiliser RIA Novosti comme marque en tant qu'agence de presse en langue russe à travers le site ria.ru.

### Financement
Le budget prévu pour Rossia Segodnia en 2015 est de 6,48 milliards de roubles, alors que le budget initialement prévu pour RIA Novosti, qu'elle remplace tout en prenant en charge d'autres organes, n'était que de 2,67 milliards de roubles en 2014 et de 2,35 milliards de roubles en 2015.

## Interactions avec des organes étrangers
En avril 2014, Rossia Segodnia a annoncé ne plus vouloir coopérer avec Voice of America, qui ne pourra ainsi plus émettre en Russie.
Le 8 juillet 2014, le compte bancaire de l'antenne londonienne de Rossia Segodnia a été gelé par les autorités britanniques dans le cadre des sanctions européennes à l'encontre de la Russie. Cette sanction a été dénoncée comme un acte de censure par Dmitri Kisselev, président de Rossia Segodnia.

## Critiques

### Accusations de censure
Le 1er décembre 2014, Rossia Segodnia a publié une interview de l'ancien ministre de la défense de la république populaire de Donetsk Igor Strelkov par le journaliste ukrainien Alexandre Tchalenko, qui selon les dires dudit Tchalenko a fait l'objet de deux censures : premièrement celle du service de presse de Strelkov, puis celle de l'agence de presse. Par conséquent, le journaliste a publié l'intégralité de l'interview avec ses annotations sur le site PolitNavigator (ПолитНавигатор), disant que les coupes étaient considérables. En particulier, les médias russes auraient supprimé les passages suivants :
1. la confirmation par Strelov de son grade de colonel au sein du FSB ;
2. son opinion négative au sujet de la seconde bataille de l'aéroport de Donetsk ;
3. ses déclarations au sujet du chaos régnant parmi les troupes de la république populaire de Donetsk, les rivalités entre chefs de guerre et son conflit personnel avec le chef du bataillon Vostok (Est), Alexandre Khodakovski, et le chef de l'équipe Oplota (Rempart), Alexandre Zakhartchenko, qui est actuellement le leader de la république populaire de Dontesk ;
4. sa déclaration, selon laquelle la situation à Donetsk n'aurait pas dégénéré en un conflit sanglant sans les manœuvres d'agents russes, dont il faisait partie ;
5. certaines parties de l'interview évoquant l'intervention de sociétés militaires privées durant la guerre du Donbass[12],[13].

### Allégations d'homophobie
L'organisation est dirigée par Dmitri Kisselev, un présentateur de télévision pro-Poutine sur Rossiya 1, qui a fait l'objet de controverses de la part des médias occidentaux pour ses propos soutenant l'idée d'une conspiration contre la Russie et injuriant les homosexuels.
Dmitri Kisselev est décrit comme le fer de lance de la propagande anti-LGBTQ sur les réseaux, faisant divers commentaires provocateurs sur la communauté LGBT russe. Il a déclaré que les organes d'un homosexuel ne sont pas dignes d'être transplantés à un hétérosexuel, et que les hommes homosexuels ne devraient pas avoir le droit de donner leur sang ou leur sperme. Il a également qualifié la communauté LGBT russe de « minorité agressive », opposée à des « parents qui se battent pour donner à leurs enfants une éducation saine », utilisant des statistiques falsifiées telles que « 40 % des enfants élevés par des homosexuels ont des maladies vénériennes ».